# Podgrad, Bilčovs
Podgrad (nemško Pugrad) je naselje v Občini Bilčovs v Okraju Celovec-dežela na Koroškem v Avstriji.